# Renate Breuer
Renate Breuer   (Berlín, 1 de desembre de 1939) és una piragüista d'aigües tranquil·les alemanya que va competir durant les dècades de 1960 i 1970.
El 1968 va prendre part en els Jocs Olímpics d'Estiu de Ciutat de Mèxic, on va guanyar la medalla de plata en la prova del K-1, 500 metres del programa de piragüisme. Quatre anys més tard, als Jocs de Múnic, fou sisena en el K-2, 500 metres.
En el seu palmarès també destaquen tres medalles d'or al Campionat del Món de piragüisme en aigües tranquil·les, d'or el 1970 i de plata el 1966 i 1971. Al Campionat d'Europa guanyà tres medalles de plata i tres de bronze entre el 1965 i 1969. A nivell nacional guanyà cinc campionats alemanys del K-1 entre 1968 i 1972.